# Петрова, Светлана Ивановна
Светлана Ивановна Петрова — советский хозяйственный деятель, Герой Социалистического Труда.

## Биография
Родилась в 1940 году в Ленинградской области. Член КПСС.
Окончила Ивангородское профессионально-техническое училище.
В 1956—1991 годах — прядильщица хлопчатобумажного комбината «Кренгольмская мануфактура» Министерства лёгкой промышленности Эстонской ССР.
В 1991—2010 годах — преподавательница в училище Амалии Крейсберг.
Указом Президиума Верховного Совета СССР от 30 апреля 1980 года присвоено звание Героя Социалистического Труда с вручением ордена Ленина и золотой медали «Серп и Молот».
Делегат XXVI съезда КПСС.
Умерла в 2021 году в Нарве.

## Награды и звания
- Герой Социалистического Труда (30.04.1980)
- Орден Ленина (04.03.1976, 30.04.1980)
- Орден Трудового Красного Знамени